# Lasianobia lonchilis
Lasianobia lonchilis là một loài bướm đêm trong họ Noctuidae.